# Poecilia chica
Poecilia chica és un peix de la família dels pecílids i de l'ordre dels ciprinodontiformes. Els adults poden assolir els 3 cm de longitud total i les femelles els 5. Es troba a Jalisco (Mèxic).